# Ylva Stålnacke
Anna Ylva Linnea Stålnacke, född 17 september 1992 i Kiruna, Sverige är en svensk utförsåkare som tävlar i slalom och storslalom. Hennes främsta merit är vinst i storslalomcupen i Europacupen säsongen 2014. Hon tävlar för Kiruna BK.
Den 29 januari 2020 meddelade hon att hon avslutar karriären.

## Biografi
Ylva Stålnacke är uppvuxen i Kiruna och började åka skidor när hon var 3 år. När hon var 15 år flyttade hon till Tärnaby för att gå gymnasiet.

## Karriär

### Världscupen
Ylva Stålnacke debuterade i Världscupen i Levi i november 2013. 
Hennes främsta placering är sjuttondeplatsen från slalomtävlingen i Zagreb i januari 2018.  Hon har gjort 30 starter i Världscupen. (3 januari 2018)

### Kontinentalcuper

#### Australian New Zealand Cup
Ylva Stålnacke debuterade i Australian New Zealand Cup vid storslalomtävlingen i Thredbo i augusti 2017. 
Hennes främsta placering är en sjätteplats från storslalomtävlingen i Thredbo i augusti 2017. Hon har gjort 8 starter i Australian New Zealand Cup.

#### Europacupen
Ylva Stålnacke debuterade i Europacupen vid slalomtävlingen i Zakopane i mars 2011.
Hon har tre vinster i storslalom i Europacupen och vann storslalomcupen 2014.
Första vinsten kom i Zinal i januari 2014. Segermarginalen till tvåan Mona Loeseth, Norge var 0,47 s och till trean Carmen Thalmann, Österrike var 1,44 s.
Andra vinsten kom i Valtournenche i december 2014. Segermarginalen till tvåan Karoline Pichler, Italien var 0,03 s och till trean Ricarda Haaser, Österrike var 0,22 s.
Tredje vinsten kom i Valtournenche i december 2014. Segermarginalen till tvåan Karoline Pichler, Italien var 0,12 s och till trean Marion Bertrand, Frankrike var 0,46 s.
Hennes främsta placering i slalom är andraplatsen i Trysil i december 2015. Hon har gjort 79 starter i Europacupen.

#### Far East Cup
Ylva Stålnacke debuterade i Far East Cup vid storslalomtävlingen i Sapporo teine i mars 2017.
Hon har tre vinster i slalom och har gjort 5 starter i Far East Cup.

#### Nor-Am Cup
Ylva Stålnacke debuterade i Nor-Am Cup vid slalomtävlingen i Copper Mountain i december 2014.
Hennes främsta placering är sjätteplatsen från slalomtävlingen i Cooper Mountain i december 2014. Hon har gjort 4 starter i Nor-Am Cup.

### Svenska Mästerskapen
Ylva Stålnacke debuterade i Svenska Mästerskapen i Fjätervålen 2009.
Hon har en vinst i storslalom från Sollefteå 2015. Segermarginalen till tvåan Sara Hector var 0,08 s och till trean Frida Hansdotter var 0,32 s.

#### Svenska Juniormästerskapen
Ylva Stålnacke debuterade i Svenska Juniormästerskapen i Åre 2008.
Hennes främsta placering är en tredjeplats från storslalomtävlingen i Åre 2011.